# Verband Österreichischer Software Industrie
Der Verband Österreichischer Software Industrie (VÖSI) ist eine Interessensgemeinschaft österreichischer Software-Unternehmen. Darin sind (Stand 2019) rund 50 große und mittlere Software- und IT-Dienstleistungsunternehmen organisiert.

## Verband
Der Verband wurde am  17. Juni 1986 gegründet, der erste Präsident war Gerhard Kratky (Management Data).
Von 1990 bis 2014 war Peter Kotauczek (BEKO Holding AG) Präsident und prägte das Bild des VÖSI nachhaltig. Seit September 2014 ist Peter Lieber (Sparx Systems Software) Präsident.
Der Verband bietet eine Verankerung in der IT Szene für alle Mitglieder. Networking und das zeitgerechte Erkennen von Trends und Themen sind innerhalb des VÖSI wichtige Themen. Der VÖSI bietet sich auch als Diskussionsplattform für Branchenthemen für seine Mitglieder und eine qualifizierte Öffentlichkeit an.

## Aufgaben
Neben Networking und Lobbying-Aktivitäten erarbeiten eine Reihe von Arbeitskreisen Positionen und Statements zu Themen, die die Branche beschäftigen. So waren oder sind Arbeitskreise des VÖSI in folgenden Themenbereichen tätig:
- Entstehung des Kollektivvertrages für EDV-Bedienstete
- Stiefkind Marketing in der Software-Branche
- Novellierung des Telekom-Gesetzes (TKG 2005)
- Vergebührung von Software-Lizenzverträgen

In regelmäßigen Sitzungen treffen Vertreter der Mitgliederfirmen zu Arbeitskreisen zusammen und analysieren Herausforderungen, die Politik, Wirtschaft, Markt und Gesellschaft stellen. Entsprechend der Aufgabenstellung werden Positionen, Branchenstatements oder auch Lösungsmöglichkeiten aufgezeigt.

## Mitglieder
- alysis GmbH
- Atos IT Solutions and Services GmbH
- Austrian Institute of Technology (AIT)
- Avesor GmbH
- BEKO HOLDING AG
- bitbird GmbH
- BMD Systemhaus Ges.m.b.H.
- carecenter Software GmbH
- cashpoint GmbH
- Cellent AG
- coredat GmbH
- conect Business Akademie
- Connecting Software
- datasoft embedded
- EBCONT
- ETC
- Firestart GmbH
- Geolantis Software GmbH
- HATAHET productivity solutions GmbH
- Infrasoft Datenservice GmbH
- Interxion
- Keyman GmbH
- Koschier Software
- LieberLieber Software GmbH
- LG Nexera
- Microsoft Österreich GesmbH
- NCP
- QSC
- Qualiant
- Raiffeisen Informatik GmbH
- RaineIT
- RISE
- Rogler Software
- Smarter Business GmbH
- Software Quality Lab GmbH
- SparxSystems Software GmbH vgl. Enterprise Architect
- SQS
- TechTalk Software Support Handelsgesellschaft mbH
- Tieto Austria GmbH
- UNIQUARE Software Development GmbH
- VRZ Informatik